# Stanley Griggs
Stanley David Griggs (7. září 1937 v Portlandu, Oregon, USA – 17. června 1989 u Earle, Arkansas, USA) byl americký astronaut, který se v roce 1985 zúčastnil letu raketoplánem Discovery, činovník NASA.

## Život

### Mládí a výcvik
Po základní a střední škole absolvoval vojenskou leteckou akademii (United States Naval Academy) v roce 1962 s titulem inženýra. V roce 1970 ukončil studium na George Washington University, obor administrativní řízení a manažerské inženýrství. Stal se vedoucím oddělení tréninkových operací s raketoplánem v Johnsonově vesmírném středisku NASA v Houstonu v Texasu. Oženil se a měl dvě děti. V roce 1978 byl přijat do týmu astronautů..

### Let do vesmíru
Na oběžnou dráhu se dostal ve svých 47 letech jako 161. člověk ve vesmíru. Bylo to na palubě raketoplánu Discovery s misí STS-51-D, společně s šesti dalšími kosmonauty, mezi nimiž byl i senátor Edwin Garn, dále Karol Bobko, Donald Williams, Margaret Seddonová, Stanley Griggs, Jeffrey Hoffman a technik firmy McDonnell Douglas Charles Walker. Startovali na Floridě z mysu Canaveral. Vypustili na orbitě družici Anik C-1 (známá pod názvem Telesat 9) a druhou Leasat 3. Druhá družice ovšem po vypuštění nezačala fungovat i přes řadu pokusů astronautů ji opravit. Každý takový nezdar ovlivnil finanční výtěžek letu, let tedy z tohoto pohledu nepatřil mezi úspěšné.
- STS-51-D Discovery (12. dubna 1985 – 19. dubna 1985)

### Po letu
V NASA zůstal i nadále. Zemřel čtyři roky po svém letu ve svých 51 letech poblíž Earle, Arkansas při letecké havárii (havárie Harvard AT-6D).

## Vyznamenání
- Defense Distinguished Service Medal
- Distinguished Flying Cross
- Medaile za vzornou službu
- Air Medal se čtyřmi zlatými hvězdami
- Navy Commendation Medal se třemi zlatými hvězdami
- Navy Unit Commendation
- Navy Meritorious Unit Commendation
- Medaile za službu v národní obraně
- Kříž za statečnost (Jižní Vietnam)
- Medale za tažení ve Vietnamu